# Black Dog (film, 1998)
Pour les articles homonymes, voir Black Dog.
Pour plus de détails, voir Fiche technique et Distribution.
Black Dog, ou Traquer au Québec, est un film américano-britannico-franco-germano-japonais réalisé par Kevin Hooks, sorti en 1998.

## Synopsis
Financièrement aux abois, un ancien chauffeur poids lourd reprend du service en acceptant de convoyer une importante et illicite cargaison d'armes.

## Fiche technique
- Titre : Black Dog
- Titre québécois : Traquer
- Scénario : William Mickelberry et Dan Vining
- Musique : George S. Clinton
- Photographie : Buzz Feitshans IV
- Montage : Debra Neil-Fisher & Sabrina Plisco
- Production : Raffaella De Laurentiis, Michael Ilitch Jr, Mark W. Koch & Peter Saphier
- Sociétés de production : Universal Pictures, Mutual Film Company, Prelude Pictures, Saltire Entertainment
- Société de distribution : Universal Pictures
- Pays :  États-Unis,  Royaume-Uni,  France,  Allemagne,  Japon
- Langue : anglais
- Genre : action, policier
- Format : couleur - DTS - Dolby Digital - SDDS - 35 mm - 2.35:1
- Budget : 30 000 000 $
- Durée : 89 min
- Classification : France : U / Portugal : M/12 / USA : PG-13 (certificat #35974: violence et langage) / UK : 12
- Dates de sortie :
  -  États-Unis : 1er mai 1998
  -  France : 29 juillet 1998

## Distribution
- Patrick Swayze (VF : Michel Vigné ; VQ : Jean-Luc Montminy) : Jack Crews
- Meat Loaf (VF : Bernard-Pierre Donnadieu ; VQ : Raymond Bouchard) : Red
- Randy Travis (VF : Jacques Bouanich ; VQ : Benoît Marleau) : Earl
- Gabriel Casseus (VF : Christophe Peyroux ; VQ : Gilbert Lachance) : Sonny
- Brian Vincent (VF : Emmanuel Karsen) : Wes
- Graham Beckel (VF : Michel Fortin ; VQ : Hubert Gagnon) : Cutler
- Brenda Strong (VQ : Claudie Verdant) : Melanie Crews
- Charles S. Dutton (VF : Med Hondo ; VQ : Guy Nadon) : L'agent Alan Ford
- Stephen Tobolowsky (VQ : Daniel Picard) : L'agent McClaren de l'ATF
- Cyril O'Reilly (VF : Jean-Yves Chatelais ; VQ : Pierre Auger) : Vince
- Erin Broderick (en) (VQ : Kim Jalabert) : Tracy Crews
- Lorraine Toussaint (VF : Émilie Benoît ; VQ : Marie-Andrée Corneille) : L'agent Avery
- Rusty De Wees (en) (VF : Jean-François Vlérick) : Junior
- Brian Bloom : Le conducteur du camion rouge

Légende : Version Québécoise = VQ

## Autour du film
- Une vingtaine de camions furent utilisés durant le tournage.
- Le titre du film, chien noir en français, est issu d'une légende populaire selon laquelle l'apparition fantomatique d'un canidé aux allures sombres déboulerait face aux chauffeurs les plus inconscients ou les moins avertis.